# منتخب قطر لكرة القدم الشاطئية
منتخب قطر لكرة القدم الشاطئية (بالإنجليزية: Qatar national beach soccer team)‏ ، هي منتخب وطني لكرة القدم الشاطئية في قطر ، شاركت في دورة كرة القدم الشاطئية الآسيوية مرتين عامي 2008 و2010 ، واحتلت المرتبة الرابعة عشر.

## مصدر
1. ↑  http://78.100.88.197/beach-Soccer-national-team-.aspx%5Bوصلة+مكسورة%5D